# Grenzrate der Substitution

Grenzrate der Substitution (GRS). Die GRS ist in Punkt B höher als in Punkt A. Sie beträgt jeweils Δx_{2}/Δx_{1} (zu Anschauungszwecken ist das eingezeichnete Δx_{1} in beiden Fällen gleich).

Als Grenzrate der Substitution (Abkürzung: GRS) bezeichnet man in der Mikroökonomie bei einer Zwei-Güter-Betrachtung den Absolutbetrag der Steigung einer Indifferenzkurve. Namensgebend ist die Eigenschaft der GRS, für jeden Punkt auf der Indifferenzkurve anzugeben, in welchem Austauschverhältnis der Haushalt bereit wäre, das zweite Gut gegen das erste auszutauschen (= zu substituieren).

## Beispiel
Ein Beispiel wird an dieser Stelle anhand der nebenstehenden Grafik skizziert. Auf einer Indifferenzkurve liegen nach Definition sämtliche Güterkombinationen aus Gut 1 ({\displaystyle x_{1}}-Einheiten) und Gut 2 ({\displaystyle x_{2}}-Einheiten), die ein identisches Nutzenniveau {\displaystyle {\bar {u}}} stiften.
Betrachtet man nun den Punkt {\displaystyle B} in der Grafik, so entspricht dieser einer konkreten Mengenkombination aus Einheiten von Gut 1 und Einheiten von Gut 2. Man stelle sich vor, dass einem Konsumenten von Gut 1 eine kleine Menge {\displaystyle \Delta x_{1}} weggenommen wird. Zur Kompensation erhält er {\displaystyle \Delta x_{2}}. Wie man sich anhand der Darstellung klarmachen kann, befindet sich der Konsument nach diesem Austausch bei hinreichend kleiner Wahl von {\displaystyle \Delta x_{1}} nach wie vor (approximativ) auf derselben Indifferenzkurve, das heißt der Tausch von {\displaystyle \Delta x_{1}}-Einheiten Gut 1 gegen {\displaystyle \Delta x_{2}}-Einheiten Gut 2 stellt ihn (approximativ) gleich. Das Austauschverhältnis beträgt {\displaystyle \Delta x_{2}\backslash \Delta x_{1}} und für {\displaystyle \Delta x_{1}\to 0} handelt es sich hierbei gerade um die (absolute) Steigung der Indifferenzkurve.

## Definition

Die GRS von Gut 1 bezüglich Gut 2 im Punkt A (B) entspricht dem Tangens des Winkels α (β). Da tan(α)<tan(β), ist im Beispiel die GRS in A geringer als in B.

Die Definition der Grenzrate der Substitution von Gut 1 bezüglich Gut 2 lautet
{\displaystyle {\textrm {GRS}}_{1,2}(x_{1},x_{2})\equiv \left|f'(x_{1})\right|}
mit {\displaystyle f(x_{1})} der Funktion der Indifferenzkurve. In einem bestimmten Punkt auf der Indifferenzkurve gilt nach den Gesetzen über die Zusammenhänge trigonometrischer Funktionen in einem rechtwinkligen Dreieck äquivalenterweise auch
{\displaystyle {\textrm {GRS}}_{1,2}(x_{1},x_{2})=\tan(\phi )}
mit {\displaystyle \phi } dem Winkel zwischen der Tangente zur Indifferenzkurve im betrachteten Punkt und der Abszisse (siehe nebenstehendes grafisches Beispiel).

## Zusammenhang mit der Nutzenfunktion und Eigenschaften
Es gilt
{\displaystyle {\textrm {GRS}}_{1,2}(x_{1},x_{2})\equiv |f'(x_{1})|=-f'(x_{1})={\frac {\partial u(x_{1},x_{2})/\partial x_{1}}{\partial u(x_{1},x_{2})/\partial x_{2}}}}.
Das heißt die GRS entspricht dem Verhältnis der Grenznutzen:
{\displaystyle {\frac {\partial u(x_{1},x_{2})/\partial x_{1}}{\partial u(x_{1},x_{2})/\partial x_{2}}}={\frac {MU_{1}}{MU_{2}}}}
Dies kann man wie folgt zeigen: Betrachte für ein festes Güterbündel {\displaystyle (x_{1},x_{2})\in \mathbb {R} _{\geq 0}^{2}}, welches den Nutzen {\displaystyle {\bar {u}}} stiftet, die Menge {\displaystyle C=\{(x_{1}',x_{2}')\in \mathbb {R} _{\geq 0}^{2}\mid (x_{1}',x_{2}')\sim (x_{1},x_{2})\}} aller Güterbündel, bezüglich deren wir hinsichtlich {\displaystyle (x_{1},x_{2})} indifferent sind. Dann lässt sich {\displaystyle C} als die Kurve {\displaystyle u(x,y)={\bar {u}}} auffassen. Diese ist streng monoton fallend in dem Sinne, dass
{\displaystyle \forall (x_{1},x_{2}),(y_{1},y_{2}):(x_{1},x_{2}),(y_{1},y_{2})\in C\wedge x_{1}>y_{1}\implies x_{2}<y_{2}}.
Wir können die Gleichung {\displaystyle u(x_{1},x_{2})={\bar {u}}} also stets auflösen, d. h. wir finden ein {\displaystyle f}, so dass {\displaystyle f(x_{1})=x_{2}} (siehe auch Satz von der impliziten Funktion). Somit gilt die einfachere Schreibweise
{\displaystyle C=\{(x_{1},f(x_{1}))\mid x_{1}\in \mathbb {R} _{\geq 0}\}.}
Bilden wir nun die Ableitung der Funktion {\displaystyle x_{1}\mapsto u(x_{1},f(x_{1}))\equiv {\bar {u}}}, so erhalten wir mittels Kettenregel (wenn man wieder die Schreibweise {\displaystyle f(x_{1})=x_{2}} verwendet):
{\displaystyle \left({\frac {\partial u(x_{1},f(x_{1}))}{\partial x_{1}}},{\frac {\partial u(x_{1},f(x_{1}))}{\partial f(x_{1})}}\right)\cdot {1 \choose f'(x_{1})}={\frac {\partial u(x_{1},x_{2})}{\partial x_{1}}}+{\frac {\partial u(x_{1},x_{2})}{\partial x_{2}}}f'(x_{1})=0}.
Man beachte, dass die Ableitung einer konstanten Funktion stets verschwindet. Nach weiterer Umformung folgt die Behauptung, da wir via {\displaystyle {\textrm {GRS}}=-f'(x_{1})} exakt auf die aufgeführte Gleichung der GRS kommen – was zu zeigen war.
Bemerkung: da {\displaystyle f} streng monoton fällt, gilt {\displaystyle |f'(x_{1})|=-f'(x_{1})}, was die obige Schreibweise erklärt.
Diese Grenzrate der Substitution ist invariant gegenüber positiv streng monotoner Transformation Nutzenfunktion.
Das Konzept kann auch für eine größere Zahl von Gütern verwendet werden, wobei dann entsprechend für beliebige Güter {\displaystyle a,b}:
{\displaystyle {\textrm {GRS}}_{a,b}(\mathbf {x} )={\frac {\partial u(\mathbf {x} )/\partial x_{a}}{\partial u(\mathbf {x} )/\partial x_{b}}}}
Die GRS wird üblicherweise als streng monoton fallend angenommen, was (bei einer zweimal differenzierbaren Nutzenfunktion) äquivalent zu der Aussage ist, dass Indifferenzkurven konvex sind und auch unmittelbar mit der Konvexitätsannahme der Präferenzen in der präferenztheoretischen Fundierung korrespondiert. Intuitiv bedeutet dies im Zwei-Güter-Fall, dass man für den Verzicht auf eine marginale Einheit von Gut 2 mit umso mehr Einheiten von Gut 1 kompensiert werden muss, je weniger man von Gut 2 besitzt.

## Grenzrate der Faktorsubstitution
Die Grenzrate der Faktorsubstitution (auch Grenzrate der technischen Substitution (GRTS)) findet Verwendung in der mikroökonomischen Produktions- und Kostenanalyse. Grundidee ist hier, dass ein Produzent mehrere Produktionsfaktoren (vereinfachend meist zwei) bei der Herstellung seines Gutes einsetzen kann. Das Faktoreinsatzverhältnis ist jedoch in den meisten Fällen nicht eindeutig vorgegeben, so dass ein Produktionsfaktor durch einen anderen ersetzt werden kann. Die Grenzrate der Faktorsubstitution ({\displaystyle GRTS}) gibt dabei an, wie viele zusätzliche Einheiten des einen Faktors (im Beispiel Arbeit, {\displaystyle L}) benötigt werden, um bei einer Einheit weniger des anderen Faktors (im Beispiel Kapital, {\displaystyle K}) den gleichen Output zu gewährleisten:
{\displaystyle GRTS_{KL}=-{\frac {\Delta L}{\Delta K}}}
Dabei sei {\displaystyle \Delta L} die zusätzlich eingesetzte Menge Arbeit, {\displaystyle \Delta K} die weniger eingesetzte Menge Kapital. Da dem Zuwachs beim einen Faktor ein Rückgang beim anderen gegenübersteht, nimmt die Grenzrate der Faktorsubstitution einen negativen Wert an.
Eine Rolle spielt die Grenzrate der Faktorsubstitution unter anderem beim Vergleich unterschiedlicher Produktionsfunktionen.

## Intertemporale Grenzrate der Substitution
Bei der Analyse mehrperiodiger Probleme in der Makroökonomik wird oft ebenfalls auf eine Form der Grenzrate der Substitution zurückgegriffen, die die betragsmäßige Steigung der Indifferenzkurve einer intertemporalen Nutzenfunktion angibt; diese Indifferenzkurve setzt dabei etwa in einem Zwei-Perioden-Modell den Konsum in der ersten Periode („jung“, mit Erwerbseinkommen) zu dem in der zweiten („alt“, ohne Erwerbseinkommen) in Beziehung.
Sei etwa {\displaystyle U(c_{1},c_{2})=u(c_{1})+\gamma \cdot u(c_{2})} die intertemporale Nutzenfunktion eines repräsentativen Agenten mit der intertemporalen Budgetbeschränkung {\displaystyle c_{1}+c_{2}/(1+r)\leq y_{1}+y_{2}/(1+r)} (mit {\displaystyle r} dem realen (Welt)zinssatz und {\displaystyle y_{t}}, {\displaystyle t=1,2}, dem Einkommen in Periode {\displaystyle t}); die intertemporale Nutzenfunktion ist wiederum die Summe aus den Periodennutzen {\displaystyle u(c_{t})}, wobei allerdings der Nutzen in Periode 2 um einen konstanten Diskontfaktor ({\displaystyle \gamma }) modifiziert wird. Zur Vereinfachung sei unter Verweis auf die Standardannahme eines strikt positiven Grenznutzen des Einkommens angenommen, dass die intertemporale Budgetbeschränkung mit Gleichheit erfüllt ist.
Man erhält für die Budgetbeschränkung durch Umstellen
{\displaystyle c_{2}=(1+r)\left(y_{1}+{\frac {y_{2}}{1+r}}-c_{1}\right)}
und damit das vereinfachte Nutzenmaximierungsproblem
{\displaystyle \max _{c_{1}}\;U(c_{1},c_{2})=u(c_{1})+\gamma \cdot u\left[(1+r)\left(y_{1}+{\frac {y_{2}}{1+r}}-c_{1}\right)\right]}
mit der Optimalitätsbedingung
{\displaystyle u'(c_{1})+\gamma \cdot (-1)\cdot (1+r)\cdot u'(c_{2})=0\Rightarrow {\frac {1}{1+r}}=\gamma \cdot {\frac {u'(c_{2})}{u'(c_{1})}}}.
Man bezeichnet dabei den Ausdruck {\displaystyle \gamma \cdot u'(c_{2})/u'(c_{1})} als intertemporale Grenzrate der Substitution. Sie bezieht sich im Gegensatz zur überstehend eingeführten GRS auf ein und dasselbe Gut (Konsum), das jedoch potenziell in zwei Perioden „konsumiert“ werden kann und in diesen grundsätzlich einen unterschiedlichen Nutzen stiftet.